# Symfonie nr. 5 (Vine)
Carl Vine voltooide zijn Symfonie nr. 5 Percussie in 1995.

## Muziek
Met zijn vijfde symfonie, ook wel alleen met Percussionsymphony aangeduid, zette Vine zijn traditie van eendelige symfonieën voort. Echter de scheiding tussen de diverse secties is hier duidelijker dan bijvoorbeeld in zijn vierde. De componist schreef later dat hij een symfonie met vijf secties voor ogen had, maar dat jij later de middelste drie (origineel snel-langzaam-snel) secties omboog tot een langzaam deel. De opdracht voor dit werk kwam van slagwerkensemble Synergy Percussion, die later tijdens het componeren aangaf liever een soort slagwerkconcert te willen. Door de toepassing van veel slagwerkinstrumenten kreeg de symfonie een afwijkend klankbeeld ten opzichte van haar voorgangers. De muziek klinkt meer Zuid-Amerikaans dan Australisch dan wel Westers. Een klankvergelijking met de muziek van Heitor Villa-Lobos dringt zich op.
De eerste sectie begint vrij stevig met koraalachtige muziek, dat direct wordt onderbroken door een hevig slagwerk. Vervolgens ontspint zich een A-B-A-structuur. Er zit dan een kleine pauze naar de tweede sectie, die in een aanmerkelijk trager tempo gespeeld wordt. In het adagio, dat gezien kan worden als het serieuze deel (in vergelijking tot de traditionele symfoniestructuur) komen de diverse instrumentale solisten aanbod met lange soli voor althobo en fragmenten voor fagot. Het slot gaat gepaard met een flinke uithaal in de klarinetten, die klinkt als een roepende vogel. Het segment gaat als een nachtkaars uit. Sectie drie is een 5 minuten durende tarantella in 12/8 maat vorm en hiermee komt dan ook Vine’s muzikale handtekening (die 12/9 maat) in deze symfonie voor. De muziek blijft daarbij over het algemeen rustig.
De eerste uitvoering vond plaats op 17 maart 1995 door Synergy Percussion en het Sydney Symphony Orchestra onder leiding van Edo de Waart, die toen chef-dirigent van het orkest was.

### Orkestratie
- 4 solopercussionisten, waaronder xylofoon, marimba, buisklokken, vibrafoon, pauken en glockenspiel;
- 2 dwarsfluiten, 1 piccolo, 2 hobo’s, 1 althobo, 2 klarineten, 1 basklarinet, 2 fagotten, 1 contrafagot
- 4 hoorns, 2 trompetten, 1 trombone, 1 bastrombone 1 tuba
- 1 harpen,
- violen, altviolen, celli, contrabassen

## Discografie
- Uitgave ABC-Classics : Synergy Percussion, SSO o.l.v. Edo de Waart in een opname van juli 1996.